# Centrolabrus melanocercus
Centrolabrus melanocercus là một loài cá biển thuộc chi Centrolabrus trong họ Cá bàng chài. Loài này được mô tả lần đầu tiên vào năm 1810.

## Từ nguyên
Từ định danh melanocercus trong tiếng Latinh có nghĩa là "đuôi màu đen" (melas: "màu đen" + cercus: "đuôi"), hàm ý đề cập đến vây đuôi màu đen của cả cá đực lẫn cá cái thuộc loài này.

## Phạm vi phân bố và môi trường sống
C. melanocercus có phạm vi phân bố ở Đông Bắc Đại Tây Dương. Loài này được ghi nhận tại hầu hết vùng bờ biển Địa Trung Hải (bao gồm cả biển Marmara), ngoại trừ bờ đông của biển Levant, bờ bắc của biển Adriatic, bờ bắc và bờ tây của biển Aegea; tuy được phát hiện ở biển Marmara nhưng C. melanocercus không được ghi nhận tại Biển Đen và biển Azov.
C. melanocercus sống gần các mỏm đá và trong các thảm cỏ biển ở vùng biển cận duyên hải, độ sâu đến ít nhất là 30 m.

## Mô tả
Chiều dài cơ thể tối đa được ghi nhận ở C. melanocercus là 14 cm. Cá cái có màu nâu phớt hồng ở thân trên, màu vàng hồng ở thân dưới. Vây đuôi màu đen viền trắng, có dải sọc màu vàng trên gốc vây đuôi. Cá đực có màu xám phớt hồng hoặc vàng, lốm đốm các chấm màu xanh lam. Các chấm xanh này hiện rõ ở thân trên, được xếp thành hai hàng sọc. Đầu có các vệt màu xanh óng. Vây đuôi màu đen, có chấm xanh bao phủ, có dải sọc màu trắng mờ trên gốc vây đuôi.
Số gai ở vây lưng: 15–17; Số tia vây ở vây lưng: 6–10; Số gai ở vây hậu môn: 3; Số tia vây ở vây hậu môn: 8–11.

## Sinh thái và hành vi
Thức ăn của C. melanocercus là các loài thủy sinh không xương sống, bao gồm động vật thân mềm và động vật giáp xác. Bên cạnh đó, loài này cũng ăn ký sinh hoặc dịch nhầy trên cơ thể các loài cá lớn hơn nên cũng được xem là cá dọn vệ sinh.
Trong một nghiên cứu ở C. melanocercus, cá cái được ghi nhận là tỏ ra tích cực làm vệ sinh và kiếm ăn trên ấu trùng của các ký sinh họ Gnathiidae nhiều hơn đáng kể so với cá đực. Ngược lại, cá đực ưa kiếm ăn trên các sinh vật đáy và có xu hướng lựa chọn đối tượng để làm vệ sinh dựa trên đặc điểm dịch nhầy của "cá khách hàng". Theo một quan sát, C. melanocercus làm vệ sinh tập trung chủ yếu ở vùng mắt và các vây cho loài cá Sciaena umbra, có thể là do ký sinh thường bám vào những vùng cơ thể này.
Thời kỳ sinh sản của C. melanocercus diễn ra từ mùa xuân đến đầu mùa hè. Cá đực của loài này lại không dựng tổ mà chúng lập cho riêng mình một lãnh thổ trong đám tảo nâu Cystoseria để cá cái đẻ trứng trong phạm vi đó.

## Phân loại
C. melanocercus, trước đây được xếp vào chi Symphodus, là loài duy nhất trong chi này mà cá đực không có hành vi xây tổ để cho cá cái đẻ trứng vào. C. melanocercus đực cũng không chăm sóc và bảo vệ trứng của chúng như hầu hết những loài Symphodus. Tuy nhiên, những đặc điểm này ở C. melanocercus lại tương đồng với loài cá bàng chài Centrolabrus exoletus, kể cả hành vi "làm vệ sinh" cho những loài cá khác. Ngoài ra, kết quả phân tích vùng gen 16S rDNA cho thấy, C. melanocercus là một loài chị em với C. exoletus. Vì vậy, các nhà khoa học đã đề xuất chuyển C. melanocercus sang chi Centrolabrus.

### Trích dẫn
- "Cleaning behaviour in the teleost, Symphodus melanocercus: Females are more specialized than males" (PDF). Journal of the Marine Biological Association of the UK. Quyển 81 số 2. 2001. tr. 317–323. {{Chú thích tạp chí}}: Đã bỏ qua tham số không rõ |authors= (trợ giúp)
- "On the phylogenetic affinities of Centrolabrus trutta and Centrolabrus caeruleus (Perciformes: Labridae) to the genus Symphodus: molecular, meristic and behavioural evidences" (PDF). Arquipélago: Life Marine Sciences. Quyển 19A. 2002. tr. 85–92. {{Chú thích tạp chí}}: Đã bỏ qua tham số không rõ |authors= (trợ giúp)